# Подманово
Подманово (укр. Підманове) — село в Шацкой поселковой общине Ковельского района Волынской области Украины.
До 2020 года входило в Шацкий район.
Код КОАТУУ — 0725785603. Население по переписи 2001 года составляет 472 человека. Почтовый индекс — 44022. Телефонный код — 3355. Занимает площадь 0,47 км².